# Hammeskrause Architekten

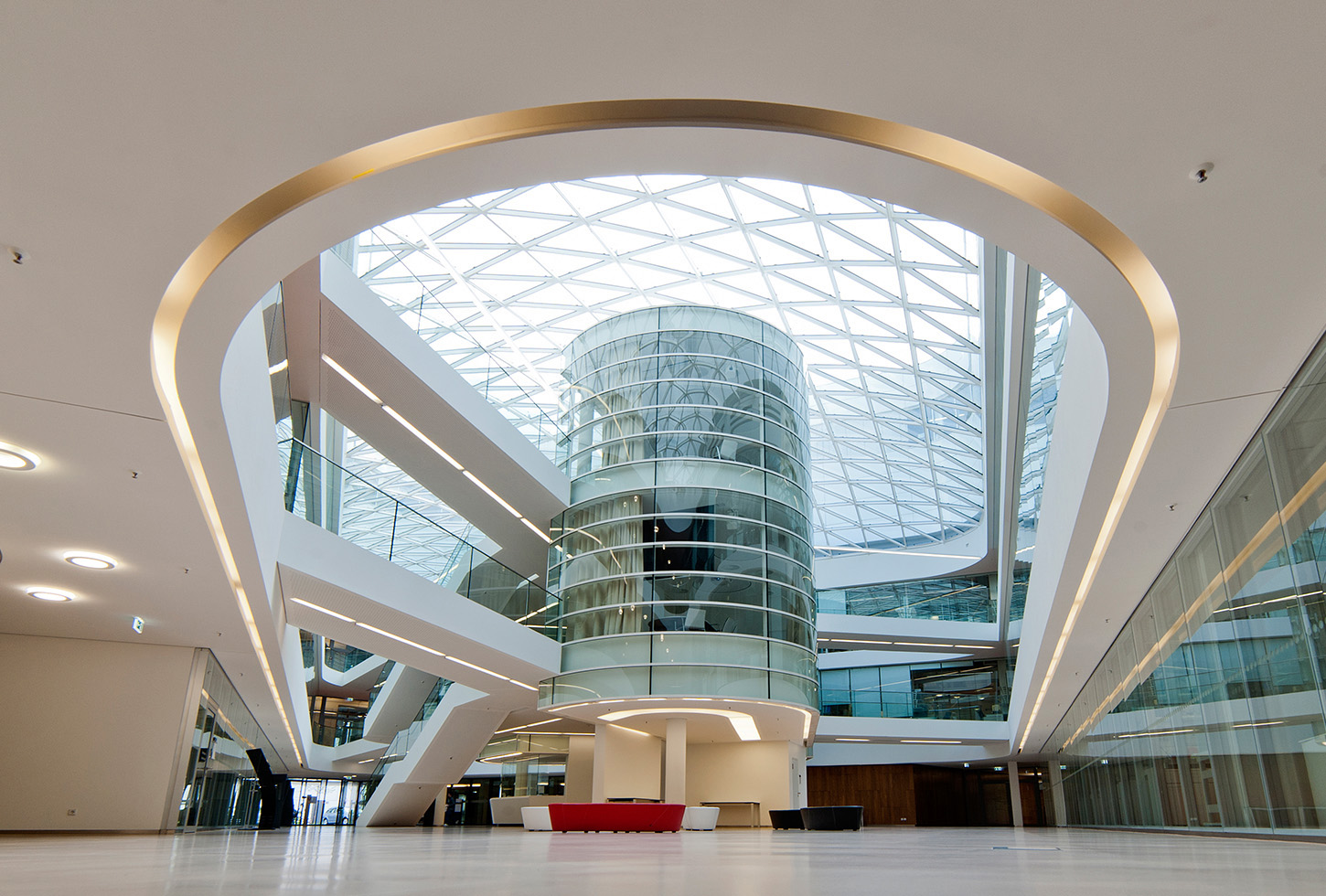
Atrium des Max-Planck-Instituts für Biologie des Alterns (2012)

Hammeskrause Architekten (Eigenschreibweise: hammeskrause architekten) ist ein international tätiges Architekturbüro mit Sitz in Stuttgart.

## Inhaber
Markus Hammes und Nils Krause lernten sich im Studium an der Universität Stuttgart kennen und sind Gründer des Architekturbüros. Seit Anfang 2025 wird Hammeskrause Architekten von Dana Bilek, Tobias Döring und Joep Kuijs geführt.

### Markus Hammes
Markus Hammes, Jahrgang 1964,  ist Architekt und schloss sein Studium 1993 an der Universität Stuttgart mit dem Diplom ab. Im Anschluss war er Projektleiter bei Brenner & Partner und ab 1999 dort Partner. Von 1997 bis 2005 unterrichtete er als Lehrbeauftragter am Institut für Baustofflehre, Bauphysik, Gebäudetechnologie und Entwerfen der Universität Stuttgart. Markus Hammes war von 2012 bis 2016 Vorsitzender der BDA-Gruppe Stuttgart. Seit Januar 2023 ist er Professor für Architektur an der IU Internationale Hochschule, Campus Frankfurt am Main.

### Nils Krause
Nils Krause, Jahrgang 1964, ist Architekt und schloss sein Studium 1995 an der Universität Stuttgart mit dem Diplom ab. Im Anschluss war er von 1995 bis 2001 Projektleiter bei Behnisch & Partner, Stuttgart. Ab 2001 war er Partner bei Brenner & Partner. Von 1997 bis 2006 unterrichtete er zudem als Lehrbeauftragter am Institut für Baustofflehre, Bauphysik, Gebäudetechnologie und Entwerfen der Universität Stuttgart. Nils Krause erhielt 2015 zudem ein Certificate of Advanced Studies der Fachhochschule Nordwestschweiz und der Stanford University.

## Geschichte
Die Zusammenarbeit von Markus Hammes und Nils Krause begann zum 1. Januar 2001 mit der gemeinsamen Partnerschaft im Büro Brenner & Partner und der Übernahme des Büros, das Jürgen Horst Brenner von Richard Döcker übernommen hatte. Zum Jahresanfang 2007 erfolgte die Umfirmierung in Hammeskrause Architekten. Im August 2016 wurde die Rechtsformänderung in eine Partnerschaftsgesellschaft mit beschränkter Berufshaftung vollzogen.

## Profil
Das Arbeitsspektrum reicht von Architektur bis zu städtebaulichen Ziel- und Entwicklungsplanungen, insbesondere Masterplanungen für Universitäten. Die Schwerpunkte der Bauaufgaben liegen in der Planung und Realisierung von Bauten für Bildung und Forschung, Kultur und Gesundheit, Industrie und Verwaltung, sowohl für die Öffentliche Hand als auch für private Auftraggeber.
Seit 2015 arbeitet das Architekturbüro intensiv mit Building Information Modeling (BIM). Das Architekturbüro engagiert sich für die BIM-Methodik und arbeitet ehrenamtlich bei Buildingsmart, einer Non-Profit-Organisation zur Förderung der effizienteren Projektabwicklung im Bauwesen durch einen offenen, herstellerneutralen Informationsaustausch.

## Projekte (Auswahl)
- 2002: Max-Planck-Institut für Intelligente Systeme (Stuttgart)[23]
- 2006: Max-Planck-Institut für Physik komplexer Systeme, 2. Bauabschnitt (Dresden)[24]
- 2006: Fraunhofer-Institut für Biomedizinische Technik (IBMT, Potsdam)[25]
- 2007: Porsche AG, Antriebszentrum Bau 60 (Stuttgart)[26]
- 2008: Erweiterungsbau der Hochschule für Musik Carl Maria von Weber Dresden (unter anderem Bibliothek, Probe- und Übungsräume und Konzertsaal)[27]
- 2008: BioMedizinZentrum Bochum (Bochum)[28]
- 2009: TechLab für die Institute Robotik und Mechatronik und für Hochfrequenztechnik und Radarsysteme, Deutsches Zentrum für Luft- und Raumfahrt (Oberpfaffenhofen)[29]
- 2009: Marburger Ionenstrahl-Therapiezentrum[30]
- 2010: Kindertagesstätte Emma-Schwab-Haus (Stuttgart-Freiberg)[31]
- 2011: Zentrum für Optische Quantentechnologien, Universität Hamburg (ZOQ, Hamburg)[32]
- 2012: Max-Planck-Institut für Festkörperforschung, Präzisionslabor (Stuttgart-Büsnau)[33]
- 2012: Centre for Free-Electon Laser Science (CEFL, Hamburg-Bahrenfeld)[34]
- 2012: Max-Planck-Institut für Biologie des Alterns (Köln)[35]
- 2013: DRL-Forum für Raumfahrtantriebe, Schulungs- und Ausstellungsgebäude (Lampoldshausen)[36]
- 2013: Klinikum Pirna (Pirna)[37]
- 2014: Fraunhofer-Institut für Biomedizinische Technik IBMT, Forschungs- und Laborbau (Sulzbach (Saarland))[38]
- 2015: Städtische Kindertagesstätte Tunzhofer Straße, Umgestaltung einer psychiatrischen Klinik in eine Tageseinrichtung für Kinder (Stuttgart)[39]
- 2016: Institutsgebäude für Technische Thermodynamik und Technische Physik des DLR (Stuttgart)[40]
- 2016: WindLab auf dem Campus Wechloy der Carl von Ossietzky Universität Oldenburg (Oldenburg-Wechloy)[41]
- 2016: Center of Brain, Behavior and Metabolism (Lübeck)[42]
- 2016: Energy Materials In-Situ Laboratory (EMIL, Berlin)[43][44]
- 2017: Centre for Structural Systems Biology (CSSB, Hamburg-Bahrenfeld)[45]
- 2018: BioZentrum I, Johannes Gutenberg-Universität Mainz (Mainz)[46][44]
- 2019: Mensa Anne-Frank-Gemeinschaftsschule und Heilbrunnenschule (Stuttgart)[47]
- 2019: Klinikum Pforzheim, Um- und Neubauten (Pforzheim)[48]
- 2019: Roche Forschungsgebäude Bau 98 (Basel)[49][50]
- 2019: Leibniz-Institut für Polymerforschung Dresden (Dresden)[51]
- 2020: Schullabor Light & Schools (Hamburg-Bahrenfeld)[52][53]
- 2020: Biomedizinische Forschung BMF, Universität zu Lübeck (Lübeck)[54]
- 2020: Isotopenlabor Universität zu Lübeck (Lübeck)[55]
- 2020: Roche Innovation Center Shanghai RICS (Shanghai)[56]
- 2020: Fraunhofer-Einrichtung für Wertstoffkreisläufe und Ressourcenstrategie IWKS (Hanau)[57]
- 2021: Zentrum für Angewandte Quantentechnologie (ZAQuant) der Universität Stuttgart (Stuttgart-Vaihingen)[58]
- 2021: Max-Planck-Institut für Struktur und Dynamik der Materie (MPSD, Hamburg-Bahrenfeld)[59]

## Auszeichnungen (Auswahl)
- 2012: Erlweinpreis (Anerkennung): Hochschule für Musik Carl Maria von Weber Dresden[60]
- 2013: AKG-Auszeichnung für herausragende Gesundheitsbauten, Partikel-Therapie-Zentrum, Marburg[61]
- 2014 Hugo-Häring-Auszeichnung der BDA-Kreisgruppe Stuttgart/Mittlerer Neckar, Präzisionslabor Max-Planck-Institut für Festkörperforschung, Stuttgart[62]
- 2014: Deutscher Fassadenpreis, 1. Preis Sonderpreis: Präzisionslabor Max-Planck-Institut für Festkörperforschung, Stuttgart[63]
- 2015: geplant + ausgeführt, Anerkennung, Präzisionslabor Max-Planck-Institut für Festkörperforschung, Stuttgart[64]
- 2018: Deutscher Hochschulbaupreis, Anerkennung, Center of Brain, Behavior and Metabolism CBBM, Lübeck[65]
- 2019: German Design Award, Special Mention, Institutsgebäude für Technische Thermodynamik und Technische Physik des DLR, Stuttgart[66]
- 2019: German Design Award, Special Mention, WindLab auf dem Campus Wechloy der Carl von Ossietzky Universität Oldenburg, Oldenburg-Wechloy[67]
- 2020: FOYA-Facility of the Year Award, Kategorie Equipment Innovation, Roche Forschungsgebäude Bau 98, Basel[68]
- 2021: Design Educates Award, Honorable Mention, Mensa Anne-Frank-Gemeinschaftsschule und Heilbrunnenschule, Stuttgart[69]
- 2021: Vorstellung von Physik-Schülerlabor „Light & Schools – Haus der Lehre“ der Universität Hamburg, Hamburg-Bahrenfeld in Best Architects 22, Kategorie Bildungsbauten.[70]
- 2021: Bauwerk des Jahres 2020, Auszeichnung, Physik-Schülerlabor „Light & Schools – Haus der Lehre“ der Universität Hamburg, Hamburg-Bahrenfeld[71]
- 2022: Design Educates Awards 2022, Honorable Mention, Physik-Schülerlabor „Light & Schools – Haus der Lehre“ der Universität Hamburg, Hamburg-Bahrenfeld[72]
- 2022: Deutscher Hochschulbaupreis 2022, Auszeichnung, Physik-Schülerlabor „Light & Schools – Haus der Lehre“ der Universität Hamburg, Hamburg-Bahrenfeld[73]
- 2023: Design Educates Awards 2023, Auszeichnung DEA Selection, Max-Planck-Institut für Struktur und Dynamik der Materie (MPSD, Hamburg-Bahrenfeld)[74]

## Projektfotos

Auswahl
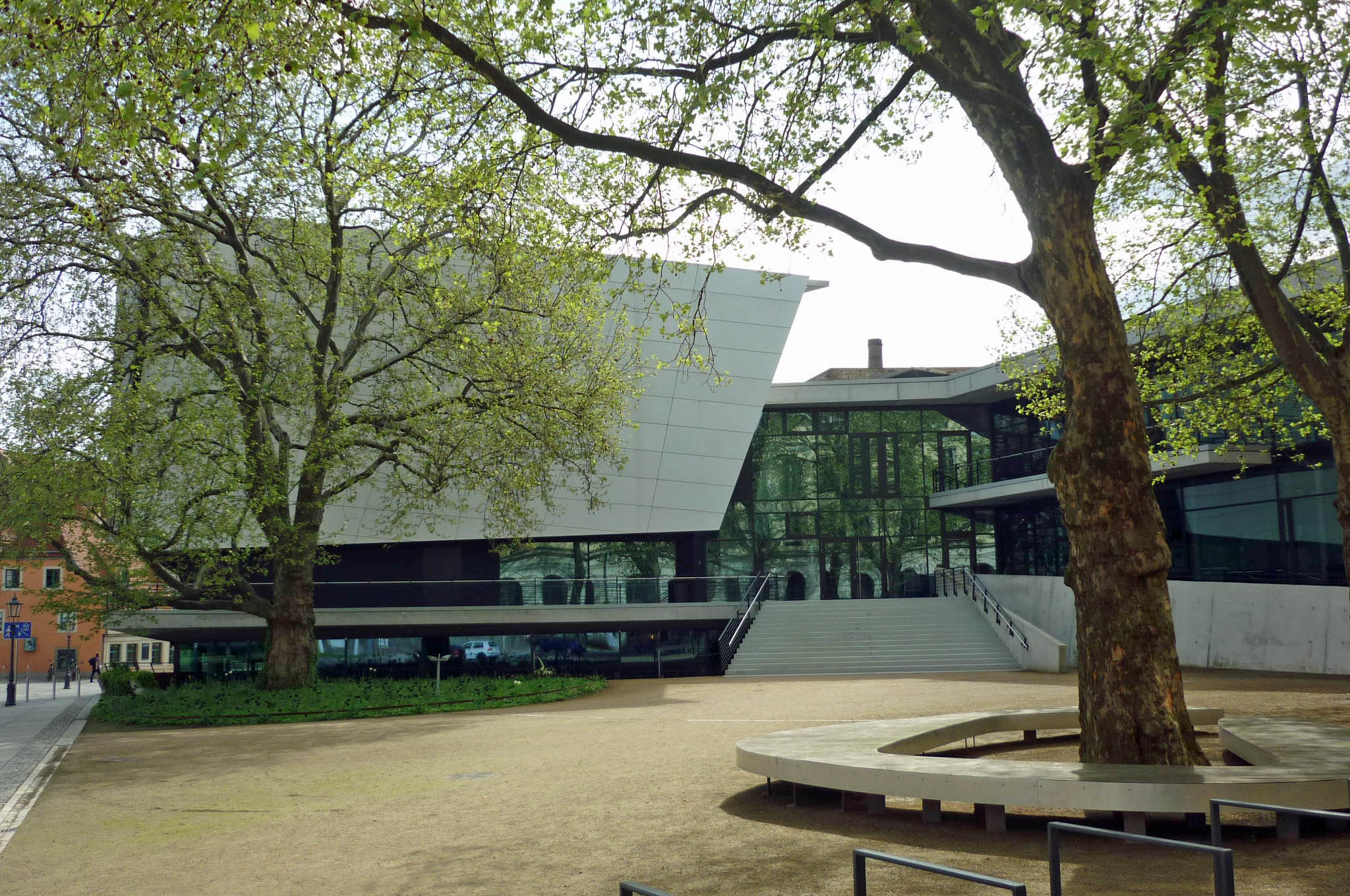
Neuer Konzertsaal der Hochschule für Musik Carl Maria von Weber Dresden
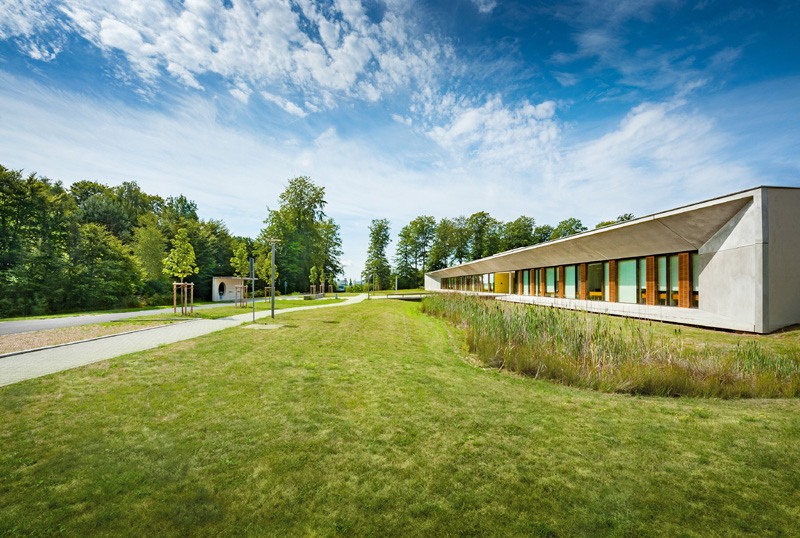
Marburger Ionenstrahl-Therapiezentrum
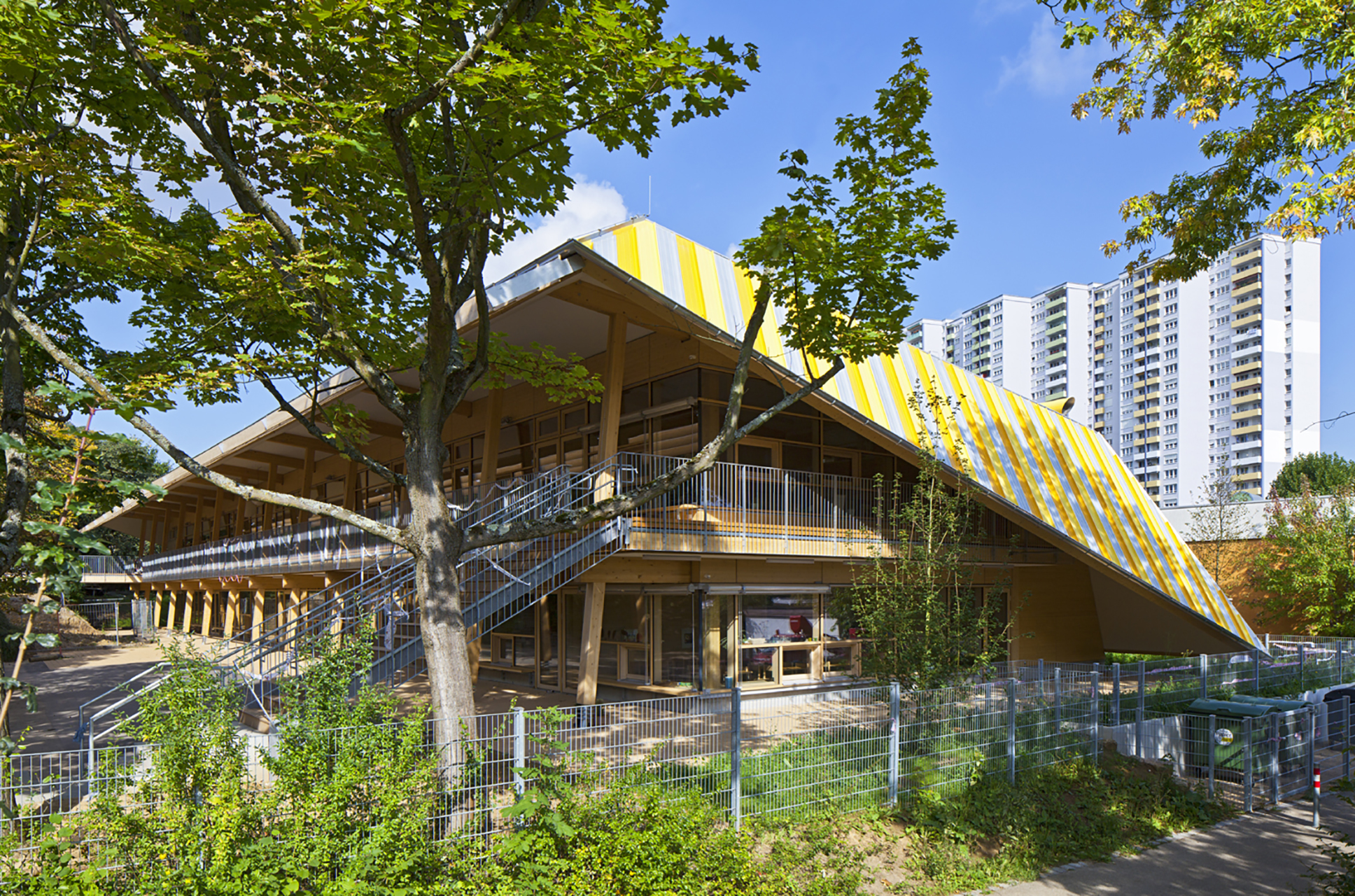
Kindertagesstätte Emma-Schwab-Haus (Stuttgart-Freiberg)
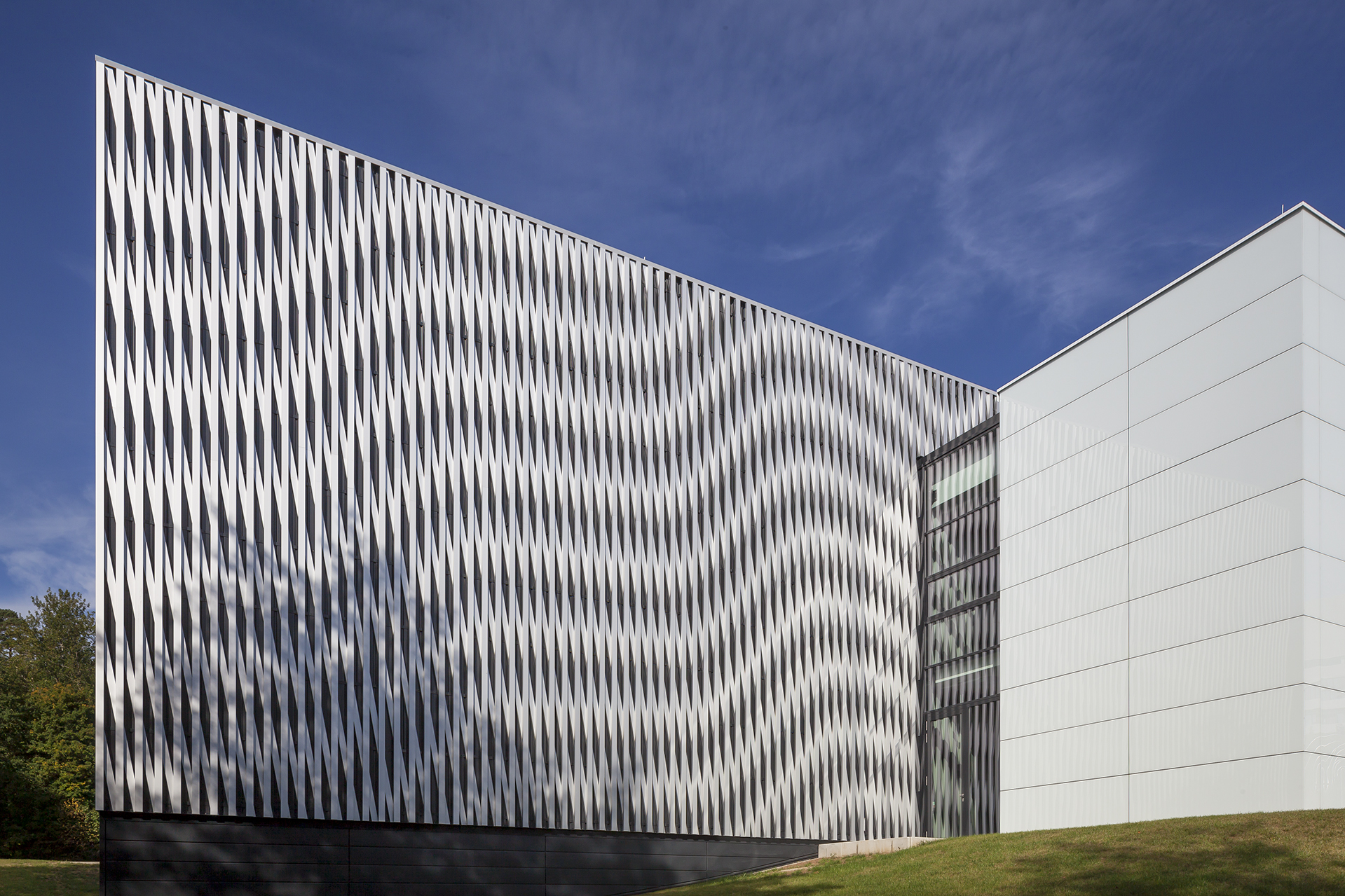
Max-Planck-Institut für Festkörperforschung, Präzisionslabor (Stuttgart-Büsnau)
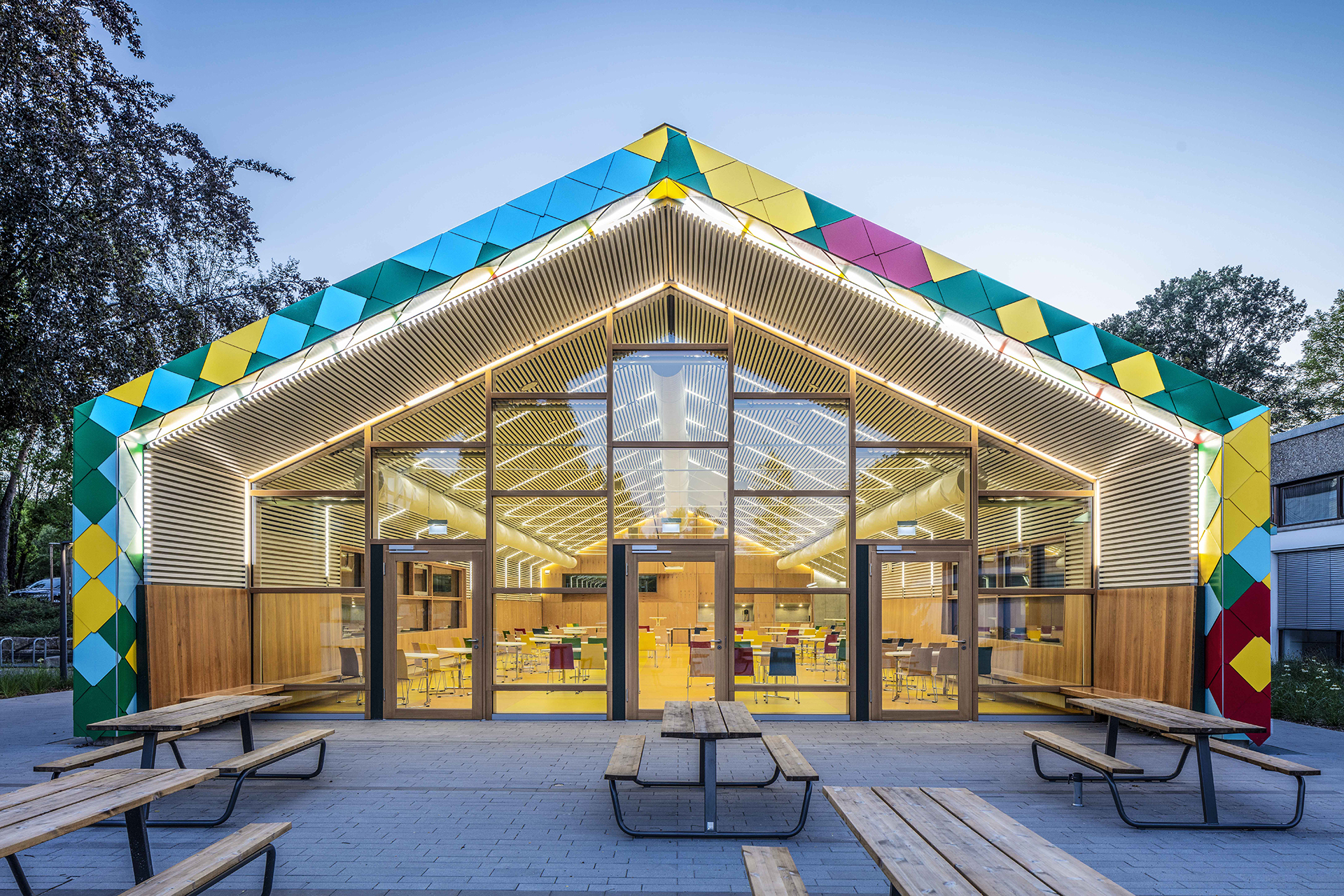
Mensa Anne-Frank-Gemeinschaftsschule und Heilbrunnenschule (Stuttgart)
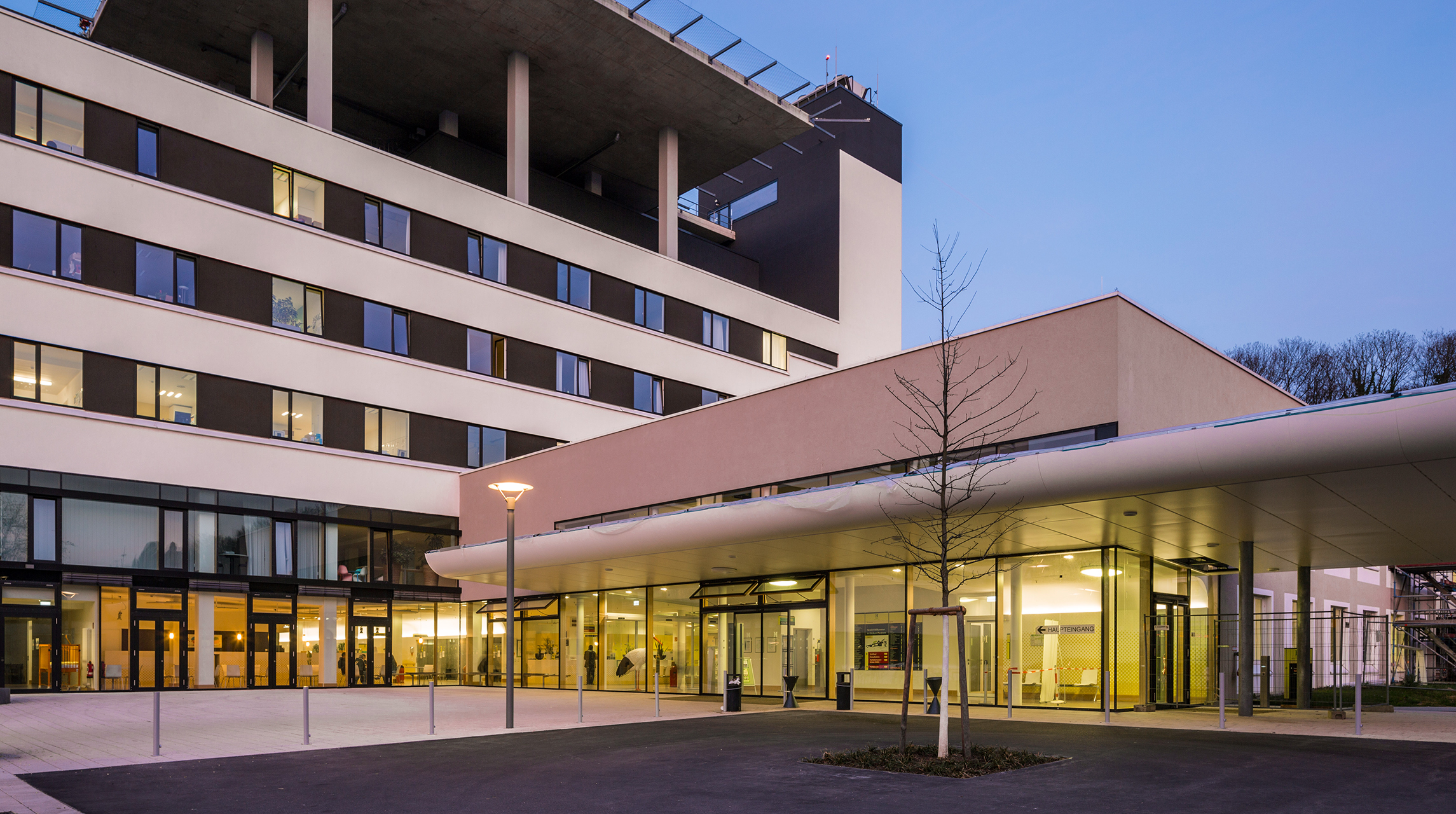
Klinikum Pforzheim

## Schriften (Auswahl)
- Eva Herrmann, Natascha von Herz (Hrsg.): aufbrechen, teilhaben, weiterdenken. setting off, participating, thinking ahead. hammeskrause architekten. Birkhäuser, Basel 2020, ISBN 978-3-0356-2089-4.
- Markus Hammes, Nils Krause (Hrsg.): reflexionen, reflections, hammeskrause architekten. Kehrer. Heidelberg, Berlin 2011, ISBN 978-3-86828-156-9.